# Ordre des infirmières et infirmiers du Québec
 (juillet 2014).
Si vous disposez d'ouvrages ou d'articles de référence ou si vous connaissez des sites web de qualité traitant du thème abordé ici, merci de compléter l'article en donnant les références utiles à sa vérifiabilité et en les liant à la section « Notes et références ».
L’Ordre des infirmières et infirmiers du Québec (OIIQ) est un ordre professionnel mandaté par le gouvernement du Québec afin d’encadrer la pratique infirmière et de veiller à la protection du public. L’OIIQ regroupe l’ensemble des infirmières et infirmiers du Québec. Au 31 mars 2023, il comptait 83 418 membres et quelque 16 000 personnes dans un parcours d'admission à la profession. Il s’agit du plus grand ordre professionnel au Québec. 
Le Code des professions exige que toute personne qui veut exercer la profession d’infirmière au Québec et en utiliser le titre détienne un permis de l’OIIQ et soit membre en règle de celui-ci. Ainsi, toute personne exerçant la profession infirmière au Québec doit être dûment inscrite au Tableau de l’OIIQ et se soumettre à l’ensemble des lois et règlements québécois qui régissent la profession.

## Historique
En Nouvelle-France, les religieuses Augustines commencent à Québec leur activités de soins le 1er août 1639. Puis Jeanne Mance, première infirmière laïque du Canada, fonde l’Hôtel-Dieu de Montréal en 1642. En 1737, sainte Marguerite d'Youville, fondatrice des Sœurs de la Charité de Montréal, aussi appelées Sœurs Grises, s'occupe des pauvres et des malades. En 1747, l'administration de l'Hôpital général de Montréal lui est confiée. À la fin du XIXe siècle, le soin des malades sera considéré comme une science et un art exigeant une préparation soignée. Au Québec, la Montreal General Hospital a organisé le premier cours professionnel pour infirmières, en 1890. Chez les francophones, en 1899, les premières laïques sont admises comme étudiantes à l’Hôpital Notre-Dame de Montréal.
En 1920 une charte provinciale au nom de l’Association des gardes-malades enregistrées de la province de Québec (AGMEPQ)' est fondée.
Du coté anglophone, la Canadian National Association of Trained Nurses (CNATN) fut créé quelque années plus tôt en 1907 .

## Mission
La principale mission de l’OIIQ est d’assurer la protection du public par la surveillance de l’exercice de la profession infirmière, conformément aux lois et règlements qui la régissent. L’OIIQ a également pour mandats de promouvoir une pratique infirmière de qualité et de contribuer au maintien des compétences des infirmières.

## Lois et règlements
L’Ordre des infirmières et infirmiers du Québec est régi par la Loi sur les infirmières et les infirmiers, L.R.Q., c. I-8, et par le Code des professions du Québec, L.R.Q., c. C-26.

### Code des professions
Le Code des professions est une loi d’application générale qui régit l’ensemble du système professionnel au Québec. Il prévoit le mandat, les fonctions et pouvoirs des diverses instances du système professionnel, dont les ordres professionnels. Il prévoit aussi la distinction entre les professions d’exercice exclusif et les professions à titre réservé, et comporte une description des activités professionnelles permises aux membres des professions dites « à titre réservé ». Les conditions générales d’admission à la profession y sont prévues ainsi que les conditions de l’exercice professionnel. Le Code détermine les différents mécanismes de contrôle de la compétence et des comportements déontologiques des professionnels.
De façon générale, le Code prévoit la formation, la composition et les pouvoirs des divers organes décisionnels des ordres professionnels : le Conseil d’administration, le Comité exécutif et l’assemblée générale des membres. Il précise les habilitations réglementaires de l’Office des professions, des ordres professionnels et du gouvernement.

### Loi sur les infirmières et les infirmiers
La Loi sur les infirmières et les infirmiers est une loi-satellite du Code des professions, qui a pour objet de créer l’Ordre des infirmières et infirmiers du Québec et de définir les activités professionnelles qui constituent le champ d’exercice exclusif de la profession infirmière.
Les autres dispositions visent particulièrement à compléter le Code des professions en ce qui a trait à la structure organisationnelle, au mandat du Conseil d’administration, des ordres régionaux ainsi qu’au mode d’élection des administrateurs du Conseil d’administration. Cette loi détermine aussi le mandat de la secrétaire de l’Ordre et de l’assemblée générale ainsi que les conditions d’immatriculation des étudiants en soins infirmiers. Elle établit le caractère exclusif de l’exercice infirmier et ses exceptions.

### Code de déontologie
Le Code de déontologie énonce les devoirs et obligations déontologiques que les infirmières et infirmiers doivent respecter dans leur pratique professionnelle.
Plusieurs autres  lois et règlements sont applicables à la profession infirmière au Québec.

## Administration
M. Luc Mathieu est président du Conseil d’administration et directeur général de l’OIIQ depuis 2018.

### Conseil d’administration
Le Conseil d’administration doit veiller à l’application du Code des professions, de la Loi sur les infirmières et les infirmiers et des règlements adoptés conformément à ces lois. Il est chargé de l’administration générale des affaires de l’Ordre (sauf celles qui sont du ressort des membres réunis en assemblée générale).
Le Règlement sur l’organisation de l’Ordre des infirmières et infirmiers du Québec et les élections à son Conseil d’administration adopté conformément au Code des professions, modifié en 2017 par la Loi 11 adoptée par le gouvernement du Québec. Celle-ci a revu la gouvernance des ordres professionnels, en réduisant la taille de leur conseil d’administration, en encadrant leur composition et en imposant des balises aux processus électoraux. À la suite des élections de 2020, le nombre de membres du Conseil d’administration de l’OIIQ est passé 28 à 15, dont quatre administrateurs nommés par l’Office des professions du Québec. 

## Ordres régionaux
L’Ordre des infirmières et infirmiers du Québec est divisé en 12 sections, dont les limites territoriales sont déterminées par règlement du Conseil d’administration. Ce sont les Ordres régionaux des infirmières et infirmiers. Chaque ordre régional est administré par un conseil comprenant une présidence, une vice-présidence et un nombre de membres n’excédant pas huit, fixé par les règlements de la section, qui déterminent la durée de leur mandat. 
Les ordres régionaux sont divisés comme suit :
1. Bas-Saint-Laurent/Gaspésie–Îles-de-la-Madeleine
2. Saguenay–Lac-Saint-Jean/Nord-du-Québec
3. Québec
4. Mauricie/Centre-du-Québec
5. Estrie
6. Montréal/Laval
7. Outaouais
8. Abitibi-Témiscamingue
9. Côte-Nord
10. Chaudière-Appalaches
11. Laurentides/Lanaudière
12. Montérégie

## Comité jeunesse
Le comité jeunesse de l’OIIQ est composé de 13 jeunes infirmières et infirmiers âgés de moins de 35 ans.
À titre de comité consultatif du Conseil d’administration de l’OIIQ, le Comité jeunesse a pour mandat d’explorer les questions relatives à la relève infirmière et de prendre position sur les enjeux de la profession qui la concernent. 

## Orientations stratégiques
L’Ordre des infirmières et infirmiers du Québec adopte des orientations en matière de pratiques cliniques et de formation à la fine pointe des connaissances scientifiques dans le domaine des sciences infirmières. Il fait aussi la promotion de rôles infirmiers particuliers et les documente. L’OIIQ fait également valoir son point de vue sur des sujets d’actualité qui interpellent les infirmières dans leur pratique et en matière de déontologie.
Ces dossiers stratégiques peuvent prendre la forme de mémoires, de prises de position publiques, de rapports d’experts et d’éditoriaux de la présidente.

## Publications
Le site Web de l’OIIQ renferme un répertoire des publications qui comprend plus de 130 titres. Cette véritable bibliothèque virtuelle en sciences infirmières propose des guides cliniques, des documents d’orientation, des prises de position, des mémoires et bien plus encore. Certaines publications sont gratuites et téléchargeables en ligne, alors que d’autres peuvent faire l’objet de commande.
L’OIIQ produit également les publications suivantes :

### Perspective infirmière
Publiée quatre fois par année, la revue Perspective infirmière présente un contenu défini par et pour des infirmières. Il propose des dossiers et chroniques sur les grands enjeux de la profession aux meilleures pratiques cliniques, sur l’actualité infirmière tant professionnelle que scientifique et présente également des résultats de recherches en sciences infirmières appliqués à la pratique clinique. Il est possible de s’abonner en ligne à la revue. 

### infOIIQ
L’infOIIQ est une infolettre transmise chaque semaine (sauf pendant les mois de juillet et août) à plus de 70 000 infirmières et infirmiers au Québec. L'infOIIQ contient  principalement des actualités concernant les activités de l'OIIQ, ses prises de position et du contenu clinique.    

## Prix et distinctions
L’Ordre des infirmières et infirmiers du Québec décerne des prix aux infirmières et infirmiers qui se sont le plus démarqués par leur contribution dans différentes sphères de la profession infirmière. 
- L'Insigne du mérite, la plus haute distinction décernée par l’OIIQ, souligne la contribution remarquable d’une infirmière ou d'un infirmier du Québec aux soins et aux services de santé, ainsi qu’au développement de la profession infirmière. L'Insigne du mérite est remis chaque année.
- Les prix Florence soulignent l’expertise d'infirmières et d’infirmiers ayant réalisé des projets et contribué de manière exceptionnelle au bien-être et à la santé de la population québécoise. Les prix Florence sont remis chaque année.
- Le concours Innovation infirmière met en valeur l’expertise infirmière à travers des projets novateurs implantés dans toutes les régions du Québec.

## Services aux membres
Une section de recrutement présentant exclusivement des emplois en soins infirmiers au Québec est disponible sur son site Web. 
Pour soutenir le développement professionnel des infirmières et infirmiers, l’OIIQ rend accessible une plateforme de formation continue sur son site Web. 

## Liste des présidentes de l’OIIQ
| Grace Fairley              | 1917-1918 |  |  |  |  |  |  |  |  |  |  |  |  | Ève Merleau              | 1960-1962          |
| Olive DeLany               | 1919-1921 |  |  |  |  |  |  |  |  |  |  |  |  | Sœur Mance Décary        | 1962-1963          |
| Flora Madeleine Shaw       | 1921-1926 |  |  |  |  |  |  |  |  |  |  |  |  | Helene Margaret Lamont   | 1963-1965          |
| Mabel Hersey               | 1926-1928 |  |  |  |  |  |  |  |  |  |  |  |  | Gertrude Plourde Jacobs  | 1965-1967          |
| Mabel Kathleen Holt        | 1928-1932 |  |  |  |  |  |  |  |  |  |  |  |  | Madeleine Jalbert        | 1967-1969          |
| Caroline Victoria Barrett  | 1932-1936 |  |  |  |  |  |  |  |  |  |  |  |  | Helen D. Taylor          | 1969-1971          |
| Margaret L. Moag           | 1936-1940 |  |  |  |  |  |  |  |  |  |  |  |  | Rachel Bureau            | 1971-1974          |
| Eileen C. Flanagan         | 1940-1947 |  |  |  |  |  |  |  |  |  |  |  |  | Jeannine Tellier Cormier | 1974-1980          |
| Sœur Valérie de la Sagesse | 1947-1950 |  |  |  |  |  |  |  |  |  |  |  |  | Jeannine Pelland         | 1980-1992          |
| Annonciade Martineau       | 1950-1953 |  |  |  |  |  |  |  |  |  |  |  |  | Gyslaine Desrosiers      | 1992-2012          |
| Ève Merleau                | 1953-1958 |  |  |  |  |  |  |  |  |  |  |  |  | Lucie Tremblay           | 2012 à 2018        |
| Margaret Wheeler           | 1958-1960 |  |  |  |  |  |  |  |  |  |  |  |  | Luc Mathieu              | 2018 à aujourd'hui |